# 朝鮮人民軍総政治局
朝鮮人民軍総政治局（ちょうせんじんみんぐんそうせいじきょく、朝鮮語：총정치국）は、朝鮮人民軍の政治査察機関。朝鮮人民軍将兵に対する宣伝、煽動に重点を置き、日常的な党性、忠誠心評価、思想的動向を監視する。「反革命分子」を摘発する機関である朝鮮人民軍保衛司令部と共に人民軍内将兵の思想統制を管轄する。

## 概要
総政治局は、形式上、朝鮮民主主義人民共和国（北朝鮮）政府組織である国防省所属だが、朝鮮人民軍総参謀部と並んで国防省より強大な権限を有し、国防相より高位の最高位人物が総政治局長に就任している。実際には支配政党である朝鮮労働党中央委員会組織指導部第1部第13課（人民武力省担当）から直接指揮を受ける。
1946年8月15日、保安幹部訓練大隊部が創設された際、傘下に総参謀部・砲兵司令部・後方部とならんで文化部が置かれた。大隊部副司令官兼文化副司令官には金一が任命された。保安幹部訓練大隊部は1947年5月17日に人民集団軍総司令部へ発展。金一は副司令官兼文化副司令官に留任した。1948年2月8日、正式に朝鮮人民軍が創設され、人民集団軍総司令部は人民軍総司令部に再編された。この時も金一は副司令官兼文化副司令官に留任し、文化部長には高麗人の金日が任命された。同年9月9日、朝鮮民主主義人民共和国の建国とともに北朝鮮人民委員会民族保衛局が民族保衛省に昇格した。人民軍総司令部は民族保衛省に吸収され、金一は民族保衛省副相兼文化訓練局長、金日は文化訓練局副局長に任命された。朝鮮戦争中の1950年10月21日、朝鮮労働党中央委員会及び政治局の決定により、民族保衛省文化訓練局は人民軍総政治局に改編された。当時、金一は失脚しており、初代総政治局長には南労党派の朴憲永が任命された。しかしこの事実は朴憲永の粛清とともに歴史から抹消された。
2017年11月20日、大韓民国国家情報院は、朝鮮労働党指導部が朝鮮人民軍総政治局の「不純な態度」を問題視し、20年ぶりに総政治局の検閲が行われていることを報告。黄炳瑞局長や金元弘第1副局長らが処罰を受けたという情報も明らかにした。2018年2月9日、朝鮮中央通信が前日の軍事パレードを伝える報道の中で、金正覚を朝鮮人民軍総政治局長の肩書で紹介し、黄炳瑞の総政治局長解任と金の就任が確認された。

## 機構
総政治局の各部長は少将～中将階級で、副部長は少将、課長は大佐級である。
- 組織部：党組織指導部第1部第13課を通して下される党の政策方針に従って、軍に対する党組織・人事事業を管掌する。
- 宣伝部：
  - 人民軍出版社：軍に関する各種印刷物、単行本の発行、刊行に関する任務を有する。
  - 人民軍新聞社：人民軍新聞の編集、発行を任務とする。
  - 4.25映画撮影所：軍事関係の映画を製作して、各軍と部隊に配布することを任務とする。
  - 4.25体育団：軍内に職業体育チームを育成・運用、各種の大会に参加させる。
  - 朝鮮人民軍協奏団：軍内の演芸団体として、各部隊に慰問公演を行う。
- 幹部部：党幹部が将官人事を行えるように、その資料を提供する。
- 統計部：軍内の政治事業に関する一切の統計資料の収集と保管、及び統計資料作成を任務とする。
- 公報部：軍内の報道、広報に関連した事業を組織、実行する。
- 監察部：軍内での党事業全般に関する検閲を実施する。
- 特別政治部：軍内に党の路線と政策を貫徹させるための全ての事業の企画、運営を担当する。
- 文化連絡部：心理戦術を担当し、軍内の心理戦を運用する。
- 敵工部：韓国軍兵士との接触工作、拉致、越北の工作、非武装地帯での拡声器放送、出版物配布等を平時の任務とする。戦時には、占領地域で住民対策事業を行い、反動分子の摘発と韓国側の力量測定を任務とする。一種の心理戦部署で、板門店共同警備区域の韓国軍少尉殺害事件当時、北朝鮮敵工部関連説が捜査当時話題となったことがある。総政治局は、心理戦と関連した特殊作戦のため、563軍部隊という準特殊部隊も運用しているという。
- 青年同盟指導部：軍内の社会主義愛国青年同盟に対する組織生活の指導を担当する。

総政治局は、傘下に総参謀部と対称的な下部機構を組織している。即ち、軍種司令部政治部、軍団政治部、師団政治部、旅団政治部、部隊政治部、区分隊政治部、中隊政治指導員が置かれている。

## 歴代総政治局長
- 金載郁（1950年10月 - 1953年8月）
- 崔鐘学（1953年8月 - 1958年2月）
- 金泰根（1958年2月 - 1958年7月）
- 徐哲（1958年7月 - 1959年）
- 崔基哲（1959年 - 1960年8月）
- 許鳳学（1960年8月 - 1967年4月）
- 呉振宇（1967年4月 - 1968年12月）
- 韓益洙（1968年12月 - 1973年8月）
- 李勇武（1973年8月 - 1977年10月）
- 徐哲（1977年10月 - 1979年9月）
- 呉振宇（1979年9月 - 1995年2月）
- 趙明禄（1995年10月 - 2010年10月）
- 崔竜海（2012年4月 - 2014年4月）
- 黄炳瑞（2014年5月 - 2017年末から2018年初頭）
- 金正覚（2017年末から2018年初頭 -2018年5月）
- 金秀吉（2018年5月 - 2021年1月）
- 権英進（2021年1月？- 2022年6月）
- 鄭京擇（2022年6月 - ）